# يوسف عامر
يوسف عامر السعدي (1 يناير 1972) لاعب كرة قدم بحريني معتزل لعب لصالح نادي الدرجة الأولى البسيتين البحريني في مركز المهاجم.

## الإنجازات
- الدرجة الأولى (1): 2013
- كأس الاتحاد البحريني (1): 2003